# Długokąty (Parowa)
Długokąty  (do 1945 niem. Langetreibe) – część wsi Parowa o niestandaryzowanej nazwie, położona w Polsce w województwie dolnośląskim, w powiecie bolesławieckim, w gminie Osiecznica.
Osada leży w Borach Dolnośląskich przy DW350, znajduje się w niej przystanek komunikacyjny Parowa-Długokąty zarządzany przez gminę Osiecznica.
W latach 1975–1998 miejscowość administracyjnie należała do województwa jeleniogórskiego.